# Championnat de Grenade de football 2007
Navigation
Saison suivante
La saison 2007 du Championnat de Grenade de football est la trente-huitième édition de la Premier Division, le championnat national à la Barbade. Les dix équipes engagées sont regroupées au sein d'une poule unique où elles s'affrontent à deux reprises. En fin de saison, le dernier du classement est relégué tandis que l'avant-dernier dispute un barrage de promotion-relégation face au vice-champion de First Division.
C'est le club de l'ASOMS Paradise qui remporte la compétition cette saison après avoir terminé en tête du classement final, avec onze points d'avance sur Carib Hurricanes FC et trois sur Queens Park Rangers. Il s’agit du deuxième titre de champion de Grenade de l'histoire du club après celui remporté en 2005.

## Les clubs participants
- Chantimelle FC - Promu de First Division
- Carib Hurricanes FC
- ASOMS Paradise
- Hard Rock FC
- Queens Park Rangers
- Fontenoy United
- South Stars FC - Promu de First Division
- Police FC
- Grenada Boys Secondary School FC
- Eagle Super Strikers

## Compétition
Le barème de points servant à établir le classement se décompose ainsi :
- Victoire : 3 points
- Match nul : 1 point
- Défaite : 0 point

### Classement
| Rang | Équipe                           | Pts | J  | G  | N | P  | Bp | Bc | Diff |
| ---- | -------------------------------- | --- | -- | -- | - | -- | -- | -- | ---- |
| 1    | ASOMS Paradise                   | 47  | 18 | 15 | 2 | 1  | 42 | 18 | +24  |
| 2    | Carib Hurricanes FCT             | 36  | 18 | 11 | 3 | 4  | 38 | 14 | +24  |
| 3    | Queens Park Rangers              | 33  | 18 | 10 | 3 | 5  | 38 | 31 | +7   |
| 4    | Grenada Boys Secondary School FC | 26  | 18 | 6  | 8 | 4  | 21 | 23 | -2   |
| 5    | South Stars FCP                  | 25  | 18 | 7  | 4 | 7  | 25 | 29 | -4   |
| 6    | Eagle Super Strikers             | 19  | 18 | 4  | 7 | 7  | 24 | 33 | -9   |
| 7    | Fontenoy UnitedC                 | 18  | 18 | 4  | 6 | 8  | 24 | 26 | -2   |
| 8    | Chantimelle FCP                  | 17  | 18 | 4  | 5 | 9  | 24 | 29 | -5   |
| 9    | Hard Rock FC                     | 16  | 18 | 4  | 4 | 10 | 30 | 42 | -12  |
| 10   | Police FC                        | 9   | 18 | 1  | 6 | 11 | 16 | 37 | -21  |

|  | Champion de Grenade 2007                                                             |
|  | Participation au barrage de promotion-relégation                                     |
|  | Relégation en First Division                                                         |
|  | T : Tenant du titre C : Vainqueur de la Coupe de Grenade P : Promu de First Division |

### Barrage de promotion-relégation
Hard Rock FC, neuvième de Premier Division, affronte Ball Dogs FC, vice-champion de deuxième division. Les résultats ne sont pas connus mais il s'avère que c'est le pensionnaire de First Division qui s'impose et obtient donc sa promotion parmi l'élite.

## Bilan de la saison
| Championnat de Grenade de football 2007 |                           |
| Champion                                | ASOMS Paradise (2e titre) |
| Coupes et trophées                      |                           |
| Vainqueur de la Coupe de Grenade 2007   | Fontenoy United           |
| Qualifications continentales            |                           |
| CFU Club Championship 2007              | Aucun                     |
| Promotions et relégations               |                           |
| Promus en Premier Division              | Willis Youths FC          |
| Promus en Premier Division              | Ball Dogs FC              |
| Relégués en First Division              | Hard Rock FC              |
| Relégués en First Division              | Police FC                 |